# فقاعة العملات المعماة
فقاعة العملات المعماة (بالإنجليزية: Cryptocurrency bubble) تميز تاريخ العملات المعماة بفقاعات مضاربة إقتصادية سميت بهذا الاسم في الأعوام 2011 و2013 و2017 و2021.

## التاريخ

### طفرات وانهيار 2011
ارتفع سعر البيتكوين في فبراير 2011 إلى US$1٫06، ثم انخفض إلى US$0٫67 في أبريل، تم تشجيع هذا الارتفاع من خلال العديد من منشورات سلاش دوت حول هذا الموضوع. في يونيو 2011 ارتفع سعر البيتكوين مرة أخرى إلى US$29٫58، ثم انخفض السعر إلى US$2٫14 في نوفمبر.

### طفرة 2013 وانهيار 2014-2015
ارتفع سعر البيتكوين في نوفمبر 2013 إلى US$1٬127٫45، ثم انخفض تدريجياً، ووصل إلى US$172٫15 في يناير 2015.

### طفرة 2017 وإنهيار 2018

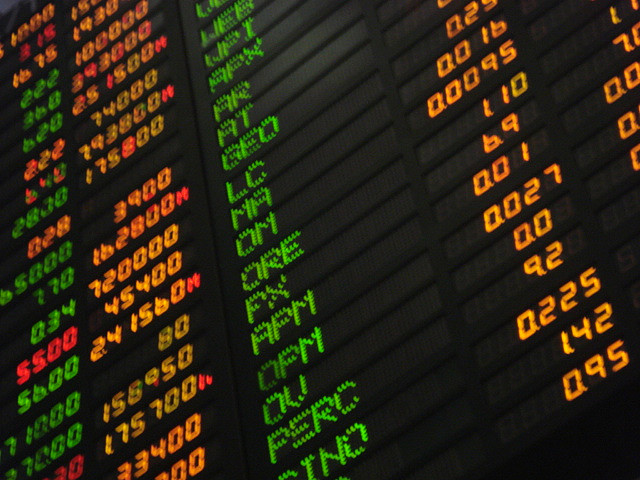

كان انهيار العملة المشفرة لعام 2018 (المعروف أيضًا باسم انهيار البيتكوين أو الانهيار الكبير للعملات المشفرة) بمثابة بيع لمعظم العملات المشفرة بدءًا من يناير 2018، بعد طفرة غير مسبوقة في عام 2017، حيث انخفض سعر البيتكوين بحوالي 65٪ من 6 يناير إلى 6 فبراير 2018، واتبعت جميع العملات المشفرة الأخرى تقريبًا انهيار البيتكوين، بحلول سبتمبر 2018 انهارت العملات المشفرة بنسبة 80٪ في يناير 2018، مما جعل انهيار العملة المشفرة 2018 أسوأ من انهيار فقاعة لإنترنت بنسبة 78٪. بحلول 26 نوفمبر انخفضت عملة البيتكوين أيضًا بنسبة 80 ٪، بعد أن فقدت ثلث قيمتها في الأسبوع السابق. ، انخفض سعر البيتكوين بنسبة 65 بالمائة من يناير إلى فبراير 2018. وانخفض إجمالي القيمة السوقية في نوفمبر 2018 لعملة البيتكوين إلى أقل من 100 مليار دولار لأول مرة منذ أكتوبر 2017، وصلت عملة البيتكوين إلى مستوى منخفض بلغ حوالي 3100 دولار في ديسمبر 2018.

#### عروض العملات الأولية
لاحظت وايرد أن الفقاعة في عروض العملات الأولية (ICOs) كانت على وشك الانفجار في عام 2017. قام بعض المستثمرين بشراء من العرض الأولي على أمل المشاركة في المكاسب المالية لتلك التي يتمتع بها المضاربون في بيتكوين أو الإيثريوم. وكانت بينانس واحدة من أكبر الفائزين في هذه الطفرة حيث ارتفعت لتصبح أكبر منصة تداول للعملات المشفرة من حيث الحجم.

### طفرة 2020-2021 وانهيار 2021-2022

#### 2020-2021 فقاعات

انخفض سعر البيتكوين بنسبة 30% من 8,901 دولارًا إلى 6,206 دولارًا من 8 مارس إلى 12 مارس 2020. بحلول أكتوبر 2020 بلغت قيمة عملة البيتكوين حوالي 13200 دولار. في نوفمبر 2020 تجاوزت عملة البيتكوين مرة أخرى أعلى مستوياتها السابقة على الإطلاق بأكثر من 19000 دولار. بعد زيادة أخرى في 3 يناير 2021 بمبلغ 34792.47 دولارًا، وإنهارت البيتكوين في اليوم التالي بنسبة 17%. تم تداول البيتكوين فوق 40.000 دولار أمريكي لأول مرة في 8 يناير 2021 ووصل إلى 50000 دولار أمريكي في 16 فبراير 2021. في 20 أكتوبر 2021 وصلت عملة البيتكوين إلى أعلى مستوى جديد لها على الإطلاق عند 66,974 دولارًا.
في أوائل عام 2021 شهد سعر البيتكوين طفرة أخرى حيث ارتفع أكثر من 700٪ منذ مارس 2020، ووصل إلى أكثر من 40.000 دولار لأول مرة في 7 يناير، حذرت هيئة السلوك المالي في المملكة المتحدة المستثمرين في 11 يناير من الإقراض أو الاستثمار في الأصول المشفرة، وأنهم يجب أن يكونوا مستعدين «لخسارة كل أموالهم». وصلت عملة البيتكوين في 16 فبراير إلى 50000 دولار لأول مرة. وتجاوزت عملة البيتكوين في 13 مارس 61000 دولار لأول مرة. بعد تصحيح أصغر في فبراير هبطت عملة البيتكوين من ذروتها فوق 64000 دولار، وفي 14 أبريل إلى أقل من 49000 دولار، وفي 23 أبريل مما يمثل انهيارًا صغيرًا بنسبة 23 ٪ في أقل من 10 أيام، وانخفض إلى ما دون نطاق التداول السفلي لشهر مارس ومسح نصف تريليون دولار من القيمة السوقية المجمعة للعملات المشفرة.

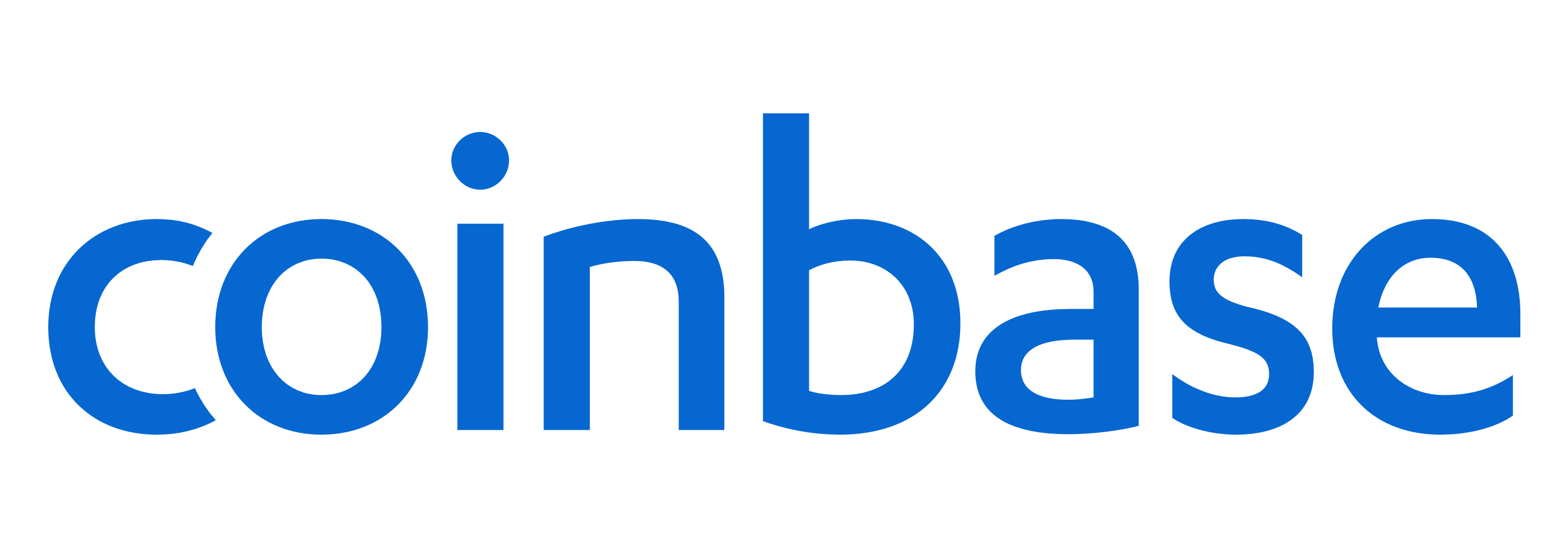

تم طرح منصة كوينباس في 14 أبريل، وهي بورصة عملات مشفرة تم الترويج لها بشكل كبير في بورصة نازداك، نمت حصتها بأكثر من 31٪ في أول يوم لها لتصل إلى 328.28 دولارًا مما دفع قيمتها السوقية تصل إلى 85.8 مليار دولار.
كما ارتفعت أسعار العملات المشفرة الأخرى بشكل حاد، تلتها خسائر في القيمة خلال هذه الفترة، وارتفعت قيمة عملة دجكوين في مايو 2021 إلى 20000٪ من قيمتها في عام واحد. ثم انخفض بنسبة 34٪ خلال عطلة نهاية الأسبوع.
بحلول 19 مايو انخفضت قيمة البيتكوين بنسبة 30٪ لتصل إلى 31000 دولار، والإيثيريوم بنسبة 40٪، والدجكوين بنسبة 45٪، ثم انخفضت جميع العملات المشفرة الأخرى تقريبًا بنسبة مضاعفة على الأقل. تراجعت بورصات العملات المشفرة الرئيسية وسط انهيار الأسعار على مستوى السوق، وكان هذا ردًا على إعلان إيلون ماسك أن تسلا ستعلق المدفوعات باستخدام شبكة بيتكوين بسبب المخاوف، جنبًا إلى جنب مع إعلان من بنك الشعب الصيني يؤكد أنه لا يمكن استخدام العملات المعماة للمدفوعات.

بلغ التشفير ذروته في 7 نوفمبر 2021 عند 67566.83 دولارًا و 4812.09 دولارًا على التوالي، وبلغ مؤشر ناسداك ذروته بعد 12 يومًا في 19 نوفمبر عند 16057.44، ونمت قيمة البتكوين بأكثر من 1200 ٪ بينما نمت قيمة إيثريوم أكثر من 4000 ٪ بينما نمت ناسداك حوالي 134 ٪ فقط، وأصبحت البتكوين في سبتمبر 2020 رسميًا مناقصة قانونية في السلفادور مع العديد من المصادر الإخبارية التي تتساءل عن البلدان التي ستكون بعد ذلك. واصلت الصين في أكتوبر 2021 إغلاق أنشطة تداول العملات المعماة والتعدين.

#### 2021-2022 إنهيار

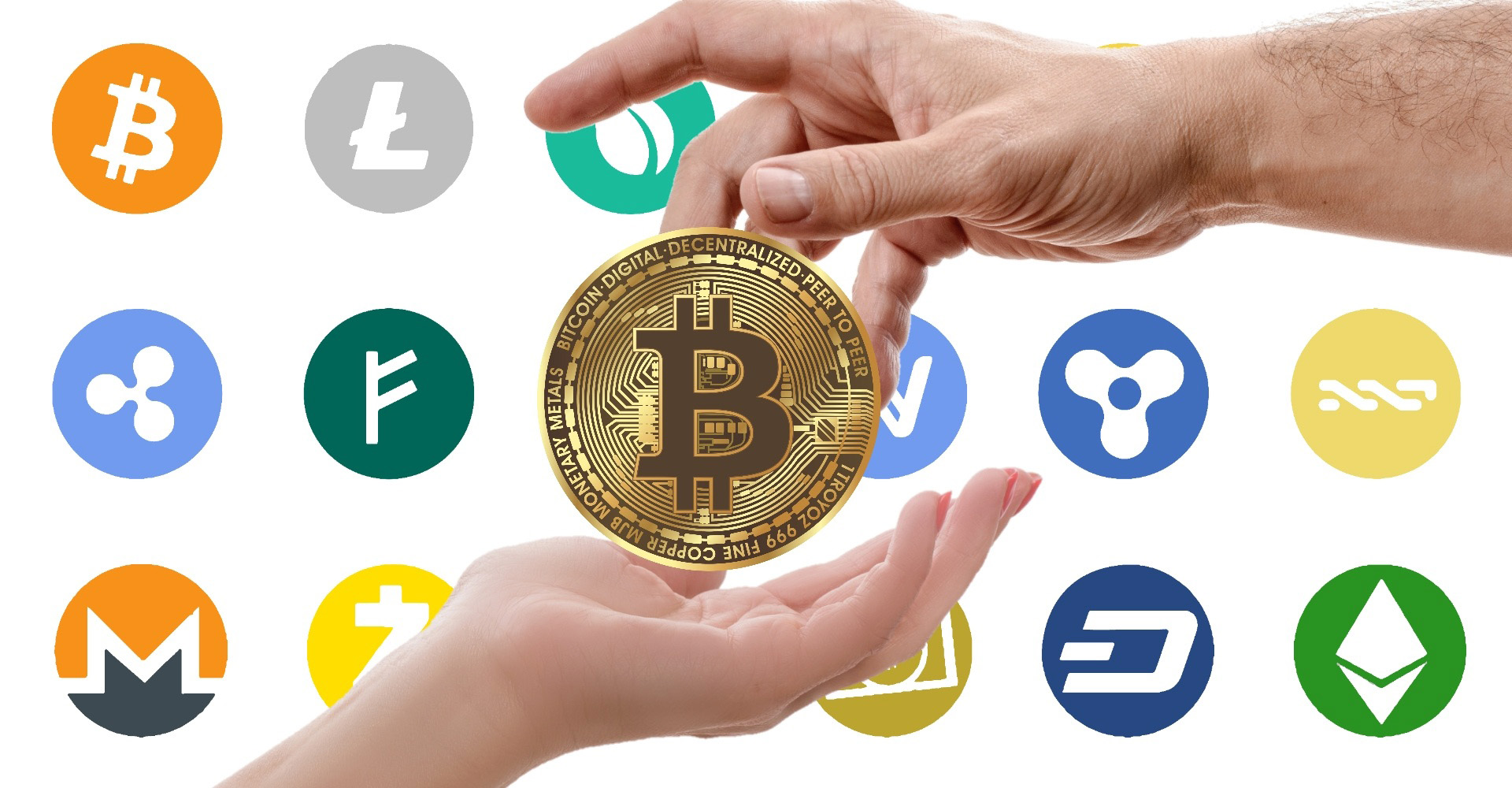

بدأ سوق العملات المشفرة بعد ذروته في الانخفاض مع بقية السوق، بحلول نهاية عام 2021 تراجعت البيتكوين بنسبة 30% تقريبًا من ذروتها إلى 47686.81 دولارًا، وانخفضت إيثريوم حوالي 23% إلى 3769.70 دولارًا، خلال معظم الفترة من أواخر يناير إلى أواخر أبريل، كافحت العملات المعماة من أجل الاتجاه، حيث تأرجحت عملة البيتكوين بين 35000 دولار و48000 دولار.
قامت أربع وكالات تشفير في 13 فبراير 2022 بشراء إعلانات سوبر بول: كوينباس وأف تي أكس وإيتورو وكربتو، أصبح كوينباس أحد أكثر التطبيقات التي تم تنزيلها بعد بث إعلانهم. وفي أوائل أبريل أعلنت لجنة الأوراق المالية والبورصات الأمريكية أنها ستبدأ في وضع لوائح على وكالات التعمية مما يمهد الطريق لعمليات بيع واسعة النطاق. وفي 4 أبريل أصبحت بتمكس أول وكالة تشفير تعلن عن تسريح الموظفين، وتسريح 25٪ منهم.
رفع الاحتياطي الفيدرالي في 3 مايو أسعار الفائدة بنسبة 0.5٪، مما أدى إلى عمليات بيع واسعة النطاق في السوق. انخفضت عملة البيتكوين على مدار ثمانية أيام بنسبة 27% إلى ما يزيد قليلاً عن 29000 دولار، وانخفضت إيثريوم بنسبة 33.5% إلى حوالي 1960 دولارًا، وانخفض مؤشر ناسداك بنسبة 12.5٪ خلال الأيام الخمسة التالية بعد الإعلان، فقدت عملة ترون المستقرة في 13 يونيو 2022 خوارزمية ربطها بالدولار الأمريكي.

## وجهات النظر

### البيتكوين
تم وصف البيتكوين على أنها فقاعة مضاربة من قبل ثمانية فائزين بجائزة نوبل التذكارية في العلوم الاقتصادية: بول كروغمان، روبرت جيه شيلر، جوزيف ستيجليتز، ريتشارد ثالر، جيمس هيكمان، توماس سارجنت، أنجوس ديتون، وأوليفر هارت؛ ومن قبل مسؤولي البنك المركزي بما في ذلك ألان جرينسبان، أوجستين كارستينز، وفيتور كونستانسيو، ونوت ويلينك.